# 不気味
| ウィキペディアには「不気味」という見出しの百科事典記事はありません（タイトルに「不気味」を含むページの一覧/「不気味」で始まるページの一覧）。 代わりにウィクショナリーのページ「不気味」が役に立つかもしれません。 |